# Charles Studd
Charles Thomas Studd, más conocido como C. T. Studd (2 de diciembre de 1860–16 de julio de 1931, Ibambi, Congo Belga ), fue un jugador de críquet británico y misionero anglicano.
En 1888 contrajo matrimonio con Priscilla Stewart, tuvieron cuatro hijas y dos hijos (que murieron en su infancia).
Fue parte de los Siete de Cambridge, un grupo de estudiantes que en 1885 decidieron hacerse misioneros en China. Posteriormente Studd estableció la misión El corazón de África, conocida actualmente como Worldwide Evangelisation Crusade (WEC International).

## Fe
Nació el 2 de diciembre de 1860, en Spratton, Northamptonshire, Inglaterra, su padre era un hombre adinerado, quien se hizo cristiano durante una campaña de D.L. Moody-Sankey en Inglaterra, y un predicador que visitó la  casa de los Studd convirtió a C.T. y sus tres hermanos a la fe mientras eran estudiantes en el Eton College. 
Según su relato de conversión, el predicador le preguntó si creía en las promesas de Dios, y como respuesta de C.T. no fue lo suficientemente convincente, el invitado entonces se enfocó en ese punto. C.T. después recordó el momento:
"Me arrodillé y dije 'gracias' a Dios. Entonces el gozo y la paz vivieron a mi alma. Supe que había nacido de nuevo, y la Biblia que había sido tan seca antes, se convirtió en todo"

C.T. pasó del Eton College al Trinity College, allí se graduó en 1883. En 1884 después de que George, su hermano, se enfermó gravemente, Charles fue confrontado por la pregunta, "¿De qué vale toda la fama y los halagos... cuando un hombre se enfrenta con la eternidad?". Tuvo que admitir que desde su conversión seis años antes había estado en "un estado descarriado infeliz." Como resultado de la experiencia, dijo: "Yo sé que el críquet no iba a durar, y el honor no iba a durar, y nada en este mundo duraría, pero valía la pena vivir por el mundo por venir."
Studd enfatizo la vida de fe, creyendo que Dios proveía para las necesidades de los cristianos. Su padre murió mientras C.T. estaba en China, y dejó su herencia de 29.000 libras esterlinas, especificando que £5.000 serían para el Instituto Bíblico Moody, £5.000 para la misión de  George Müller y sus huérfanos, £5.000 para la labor de George Holland con los pobres de Inglaterra en Whitechapel, y £5.000 para la Armada de Salvación en India.
C.T. Studd creyó que los propósitos de Dios podían ser confirmados con coincidencias providenciales, como sumas de dinero donadas espontáneamente en el momento preciso. El animó a los cristianos a tomar riesgos planeando emprendimientos misioneros confiando en Dios como proveedor. Su espiritualidad fue intensa y leyó en su mayoría, sólo la Biblia.
Otro trabajo que lo influenció fue El secreto cristiano de la Vida Feliz. Aunque creyó que Dios sanaba algunas veces las enfermedades físicas a través de la oración y la unción de aceite, también aceptó que algunas enfermedades eran crónicas y en sus últimos años tomó morfina regularmente, causando alguna controversia. También creyó en hablar claro y el cristianismo musculoso, y su llamado a los cristianos para tomar la actitud de "me importa un bledo" a las cosas del mundo causó algún escándalo.
C.T. Studd creyó que el trabajo misionero era urgente, y que aquellos que no habían sido evangelizados estarían condenados al infierno.
Studd escribió varios libros, incluyendo "El soldado de chocolate" y "Christ's Etcetera's".
Studd escribió el poema, "Solo una vida, pronto pasará". Este poema está basado en la canción "Sólo una vida" escrita por Lanny Wolfe in 1973. en 1973.

## Trabajo misionero
Charles Studd comenzó como evangelista, influyó en personas como Wilfred Grenfell y Frederick Brotherton Meyer.
Como resultado de la enfermedad de su hermano y el efecto que tuve sobre él, Charles decidió llevar su fe a través del trabajo misionero en China, como uno de los Siete de Cambridge que se ofrecieron a Hudson Taylor para el servicio misionero en el interior de China en la hoy conocida como OMF International, partiendo en febrero de 1885. De su trabajo como misionero, él mencionó: Algunos quieren vivir dentro del sonido de campana de la iglesia o capilla , yo quiero estar una tienda de rescate a una yarda del infierno.
En China se casó con Priscilla, en una ceremonia presidida por un pastor chino. Studd pensó que Dios le había dado cuatro hijas para enseñarle a la población china acerca del valor de las bebés mujeres.
Cuando volvió a Inglaterra, fue invitado a visitar Estados Unidos, donde su hermano Kynaston había organizado recientemente reuniones que condujeron a la formación del Movimiento de Estudiantes Voluntarios.
Entre 1900 y 1906 C.T. fue pastor de una iglesia en Ootacamund en el sur de India y aunque era una situación diferente a la realizada en China, su ministerio se caracterizó por numerosas conversiones entre oficiales británicos y la comunidad local. Cuando volvió a cada conoció a Karl Kumm un misionero alemán, entonces comenzó a preocuparse por las grandes zonas de África que nunca habían sido alcanzados con el evangelio. En 1910 fue a Sudán y se preocupó por la falta de fe cristiana en África central. Por esta razón C.T. Studd estableció la Misión en el Corazón de África. La sede de la Misión se estableció en el sur de Londres. Al igual que Hudson-Taylor, Studd creyó que los fondos para la obra no deberían pedirse directamente. Las finanzas fueron tenues, pero el contaba con el apoyo de Lord Radstock.
En contra del consejo médico, C.T. visitó primero el Congo Belga en 1913 en compañía de Alfred Buxton, y estableció cuatro estaciones misioneras en un área que era habitada por ocho tribus diferentes. Regresó a Inglaterra cuando su esposa cayó enferma, pero cuando retornaron al Congo en 1916 ella se había recuperado lo suficiente como para emprender la extensión de la misión dentro de la Cruzada de Evangelización Mundial con los trabajadores en América del Sur, Asia Central y Oriente Medio, así como en África.
Apoyado por el trabajo de su esposa en casa, Studd construyó una amplia proyección misionera basada en su centro en Ibambi, el cual era un territorio de vudú. Priscila realizó una corta visita al Congo en 1928. Esa fue la última vez que se encontraron ya que en el año siguiente ella murió. Su hija, Pauline junto con su esposo Norman Grubb, se unieron a la labor, ellos fueron con Noel Grubb nieto de C.T Studd, el niño murió cuando tenía un año y fue enterrado en Nala, República Democrática del Congo. Edith, otra hija de C.T. Studd, se casó con Buxton.
En 1931, mientras trabaja para el Señor en Ibambi a los 70 años, C.T. Studd murió por cálculos biliares no tratados, pero su visión para China, India y África fueron mantenidos por Norman Grubb, quien se hizo cargo de la WEC. Studd alcanzó a estar 15 años en China, 6 en India y luego estuvo el resto de su vida llevando el evangelio por África.
Su nombre permanece ligado a la evangelización del Congo, en 1930 fue nombrado Caballero de la Orden Real del León por el Rey de Bélgica. Su biografía, escrita por Norman Grubb, fue muy popular y algunos de sus propios escritos aún son distribuidos.